# ماوريسيو غونزاليس
ماوريسيو غونزاليس (بالإسبانية: Mauricio González) هو منافس ألعاب قوى مكسيكي، ولد في 16 أكتوبر 1960.

## وصلات خارجية
- ماوريسيو غونزاليس على موقع الاتحاد الدولي لألعاب القوى (الإنجليزية)
- ماوريسيو غونزاليس على موقع أوليمبيديا (الإنجليزية)